# Алеја ноћних мора
Алеја ноћних мора (енгл. Nightmare Alley) амерички је неоноар психолошки трилер филм из 2021. године у режији Гиљерма дел Тора. Сценарио потписују дел Торо и Ким Морган на основу истоименог романа аутора Вилијама Линдзија Грешама из 1946. године, док су продуценти филма Џ. Мајлс Дејл, дел Торо и Бредли Купер. Музику је компоновао Нејтан Џонсон.
У филму је представљена ансамблска подела улога које тумаче Купер, Кејт Бланчет, Тони Колет, Вилем Дафо, Ричард Џенкинс, Руни Мара, Рон Перлман, Мери Стинберџен и Дејвид Стратерн. 
Дистрибуиран од стране Searchlight Picturesа, филм је премијерно приказан 1. децембра 2021. у Њујорку, док је у америчким биоскопима изашао 17. децембра исте године. Добио је углавном позитивне критике од стране критичара.
Буџет филма је износио 60 000 000 долара.

## Радња
Мрачна прича прати амбициозног путујућег менталиста који има талент манипулације људима кроз неколико добро одабраних речи. У вери да ће сам постићи светски успех, упушта се у везу с др. Лилит Ритер (Кејт Бланчет), психијатарком која је још опаснија од њега. Ствари тада постају све чудније.

## Улоге
| Глумац          | Улога                   |
| --------------- | ----------------------- |
| Бредли Купер    | Стентон „Стен” Карлизли |
| Кејт Бланчет    | др Лилит Ритер          |
| Тони Колет      | Зина Крумбејн           |
| Вилем Дафо      | Клем Хотели             |
| Ричард Џенкинс  | Езра Гриндл             |
| Руни Мара       | Моли Кејхил             |
| Рон Перлман     | Бруно                   |
| Мери Стинберџен | Фелиша Кимбол           |
| Дејвид Стратерн | Питер Крумбејн          |